# Laura Bueno
Laura Bueno Fernández (Granada, 25 de mayo de 1993) es una atleta española especializada en los 400 metros. Posee el actual récord de España del relevo 4 × 400 m mixto y diversas mejores marcas españolas en pruebas no oficiales.

## Trayectoria deportiva
En 2021 participó en el relevo 4 × 400 m mixto de los Juegos Olímpicos de Tokio, donde batió el récord de España de la modalidad junto a Samuel García, Aauri Bokesa y Bernat Erta. Pese a ello, y tras una serie de reclamaciones, no lograron alcanzar la final.

## Competiciones internacionales
| Representando a España \| Año \| Competición \| Sede \| Puesto \| Prueba \| Marca \| \| ---- \| -------------------------------------- \| -------------- \| ----------------- \| --------------- \| ---------- \| \| 2016 \| Campeonato Iberoamericano \| Río de Janeiro \| Medalla de plata \| 4 × 400 m \| 3:36.16 \| \| 2016 \| Campeonato de Europa \| Ámsterdam \| 14.º (s.) \| 400 m \| 54.01 \| \| 2016 \| Campeonato de Europa \| Ámsterdam \| 14.º (s.) \| 4 × 400 m \| 3:33.57 \| \| 2017 \| Campeonato de Europa en pista cubierta \| Belgrado \| 21.º (s.) \| 400 m \| 54.21 \| \| 2018 \| Campeonato del Mundo en pista cubierta \| Birmingham \| 25.º (s.) \| 400 m \| 53.66 \| \| 2018 \| Juegos Mediterráneos \| Tarragona \| 9.º (s.) \| 400 m \| 53.15 \| \| 2018 \| Campeonato de Europa \| Berlin \| 22.º (sf.) \| 400 m \| 52.46 \| \| 2018 \| Campeonato de Europa \| Berlin \| 11.º (s.) \| 4 × 400 m \| 3:33.18 \| \| 2018 \| Campeonato Iberoamericano \| Trujillo \| Medalla de bronce \| 400 m \| 52.88 \| \| 2018 \| Campeonato Iberoamericano \| Trujillo \| Medalla de bronce \| 4 × 400 m \| 3:38.32 \| \| 2019 \| Campeonato de Europa en pista cubierta \| Glasgow \| 8.º (sf.) \| 400 m \| 53.05[n 1] \| \| 2021 \| Juegos Olímpicos \| Tokio \| 10.º (s.) \| 4 × 400 m mixto \| 3:13.29 \| \| 2022 \| Campeonato Mundial en pista cubierta \| Belgrado \| -- (s.) \| 400 m \| DNS \| \| 2022 \| Campeonato Mundial en pista cubierta \| Belgrado \| 9.ª (s.) \| 4 × 400 m \| 3:35.01 \| \| 2023 \| Juegos Europeos \| Chorzów \| 14.º \| 400 m \| 53.38 \| \| 2023 \| Juegos Europeos \| Chorzów \| 11.º \| 4 × 400 m mixto \| 3:16.79 \| \| 2023 \| Campeonato Mundial \| Budapest \| 15.ª (s.) \| 4 × 400 m \| 3:31.91 \| | Representando a España \| Año \| Competición \| Sede \| Puesto \| Prueba \| Marca \| \| ---- \| -------------------------------------- \| -------------- \| ----------------- \| --------------- \| ---------- \| \| 2016 \| Campeonato Iberoamericano \| Río de Janeiro \| Medalla de plata \| 4 × 400 m \| 3:36.16 \| \| 2016 \| Campeonato de Europa \| Ámsterdam \| 14.º (s.) \| 400 m \| 54.01 \| \| 2016 \| Campeonato de Europa \| Ámsterdam \| 14.º (s.) \| 4 × 400 m \| 3:33.57 \| \| 2017 \| Campeonato de Europa en pista cubierta \| Belgrado \| 21.º (s.) \| 400 m \| 54.21 \| \| 2018 \| Campeonato del Mundo en pista cubierta \| Birmingham \| 25.º (s.) \| 400 m \| 53.66 \| \| 2018 \| Juegos Mediterráneos \| Tarragona \| 9.º (s.) \| 400 m \| 53.15 \| \| 2018 \| Campeonato de Europa \| Berlin \| 22.º (sf.) \| 400 m \| 52.46 \| \| 2018 \| Campeonato de Europa \| Berlin \| 11.º (s.) \| 4 × 400 m \| 3:33.18 \| \| 2018 \| Campeonato Iberoamericano \| Trujillo \| Medalla de bronce \| 400 m \| 52.88 \| \| 2018 \| Campeonato Iberoamericano \| Trujillo \| Medalla de bronce \| 4 × 400 m \| 3:38.32 \| \| 2019 \| Campeonato de Europa en pista cubierta \| Glasgow \| 8.º (sf.) \| 400 m \| 53.05[n 1] \| \| 2021 \| Juegos Olímpicos \| Tokio \| 10.º (s.) \| 4 × 400 m mixto \| 3:13.29 \| \| 2022 \| Campeonato Mundial en pista cubierta \| Belgrado \| -- (s.) \| 400 m \| DNS \| \| 2022 \| Campeonato Mundial en pista cubierta \| Belgrado \| 9.ª (s.) \| 4 × 400 m \| 3:35.01 \| \| 2023 \| Juegos Europeos \| Chorzów \| 14.º \| 400 m \| 53.38 \| \| 2023 \| Juegos Europeos \| Chorzów \| 11.º \| 4 × 400 m mixto \| 3:16.79 \| \| 2023 \| Campeonato Mundial \| Budapest \| 15.ª (s.) \| 4 × 400 m \| 3:31.91 \| | Representando a España \| Año \| Competición \| Sede \| Puesto \| Prueba \| Marca \| \| ---- \| -------------------------------------- \| -------------- \| ----------------- \| --------------- \| ---------- \| \| 2016 \| Campeonato Iberoamericano \| Río de Janeiro \| Medalla de plata \| 4 × 400 m \| 3:36.16 \| \| 2016 \| Campeonato de Europa \| Ámsterdam \| 14.º (s.) \| 400 m \| 54.01 \| \| 2016 \| Campeonato de Europa \| Ámsterdam \| 14.º (s.) \| 4 × 400 m \| 3:33.57 \| \| 2017 \| Campeonato de Europa en pista cubierta \| Belgrado \| 21.º (s.) \| 400 m \| 54.21 \| \| 2018 \| Campeonato del Mundo en pista cubierta \| Birmingham \| 25.º (s.) \| 400 m \| 53.66 \| \| 2018 \| Juegos Mediterráneos \| Tarragona \| 9.º (s.) \| 400 m \| 53.15 \| \| 2018 \| Campeonato de Europa \| Berlin \| 22.º (sf.) \| 400 m \| 52.46 \| \| 2018 \| Campeonato de Europa \| Berlin \| 11.º (s.) \| 4 × 400 m \| 3:33.18 \| \| 2018 \| Campeonato Iberoamericano \| Trujillo \| Medalla de bronce \| 400 m \| 52.88 \| \| 2018 \| Campeonato Iberoamericano \| Trujillo \| Medalla de bronce \| 4 × 400 m \| 3:38.32 \| \| 2019 \| Campeonato de Europa en pista cubierta \| Glasgow \| 8.º (sf.) \| 400 m \| 53.05[n 1] \| \| 2021 \| Juegos Olímpicos \| Tokio \| 10.º (s.) \| 4 × 400 m mixto \| 3:13.29 \| \| 2022 \| Campeonato Mundial en pista cubierta \| Belgrado \| -- (s.) \| 400 m \| DNS \| \| 2022 \| Campeonato Mundial en pista cubierta \| Belgrado \| 9.ª (s.) \| 4 × 400 m \| 3:35.01 \| \| 2023 \| Juegos Europeos \| Chorzów \| 14.º \| 400 m \| 53.38 \| \| 2023 \| Juegos Europeos \| Chorzów \| 11.º \| 4 × 400 m mixto \| 3:16.79 \| \| 2023 \| Campeonato Mundial \| Budapest \| 15.ª (s.) \| 4 × 400 m \| 3:31.91 \| | Representando a España \| Año \| Competición \| Sede \| Puesto \| Prueba \| Marca \| \| ---- \| -------------------------------------- \| -------------- \| ----------------- \| --------------- \| ---------- \| \| 2016 \| Campeonato Iberoamericano \| Río de Janeiro \| Medalla de plata \| 4 × 400 m \| 3:36.16 \| \| 2016 \| Campeonato de Europa \| Ámsterdam \| 14.º (s.) \| 400 m \| 54.01 \| \| 2016 \| Campeonato de Europa \| Ámsterdam \| 14.º (s.) \| 4 × 400 m \| 3:33.57 \| \| 2017 \| Campeonato de Europa en pista cubierta \| Belgrado \| 21.º (s.) \| 400 m \| 54.21 \| \| 2018 \| Campeonato del Mundo en pista cubierta \| Birmingham \| 25.º (s.) \| 400 m \| 53.66 \| \| 2018 \| Juegos Mediterráneos \| Tarragona \| 9.º (s.) \| 400 m \| 53.15 \| \| 2018 \| Campeonato de Europa \| Berlin \| 22.º (sf.) \| 400 m \| 52.46 \| \| 2018 \| Campeonato de Europa \| Berlin \| 11.º (s.) \| 4 × 400 m \| 3:33.18 \| \| 2018 \| Campeonato Iberoamericano \| Trujillo \| Medalla de bronce \| 400 m \| 52.88 \| \| 2018 \| Campeonato Iberoamericano \| Trujillo \| Medalla de bronce \| 4 × 400 m \| 3:38.32 \| \| 2019 \| Campeonato de Europa en pista cubierta \| Glasgow \| 8.º (sf.) \| 400 m \| 53.05[n 1] \| \| 2021 \| Juegos Olímpicos \| Tokio \| 10.º (s.) \| 4 × 400 m mixto \| 3:13.29 \| \| 2022 \| Campeonato Mundial en pista cubierta \| Belgrado \| -- (s.) \| 400 m \| DNS \| \| 2022 \| Campeonato Mundial en pista cubierta \| Belgrado \| 9.ª (s.) \| 4 × 400 m \| 3:35.01 \| \| 2023 \| Juegos Europeos \| Chorzów \| 14.º \| 400 m \| 53.38 \| \| 2023 \| Juegos Europeos \| Chorzów \| 11.º \| 4 × 400 m mixto \| 3:16.79 \| \| 2023 \| Campeonato Mundial \| Budapest \| 15.ª (s.) \| 4 × 400 m \| 3:31.91 \| | Representando a España \| Año \| Competición \| Sede \| Puesto \| Prueba \| Marca \| \| ---- \| -------------------------------------- \| -------------- \| ----------------- \| --------------- \| ---------- \| \| 2016 \| Campeonato Iberoamericano \| Río de Janeiro \| Medalla de plata \| 4 × 400 m \| 3:36.16 \| \| 2016 \| Campeonato de Europa \| Ámsterdam \| 14.º (s.) \| 400 m \| 54.01 \| \| 2016 \| Campeonato de Europa \| Ámsterdam \| 14.º (s.) \| 4 × 400 m \| 3:33.57 \| \| 2017 \| Campeonato de Europa en pista cubierta \| Belgrado \| 21.º (s.) \| 400 m \| 54.21 \| \| 2018 \| Campeonato del Mundo en pista cubierta \| Birmingham \| 25.º (s.) \| 400 m \| 53.66 \| \| 2018 \| Juegos Mediterráneos \| Tarragona \| 9.º (s.) \| 400 m \| 53.15 \| \| 2018 \| Campeonato de Europa \| Berlin \| 22.º (sf.) \| 400 m \| 52.46 \| \| 2018 \| Campeonato de Europa \| Berlin \| 11.º (s.) \| 4 × 400 m \| 3:33.18 \| \| 2018 \| Campeonato Iberoamericano \| Trujillo \| Medalla de bronce \| 400 m \| 52.88 \| \| 2018 \| Campeonato Iberoamericano \| Trujillo \| Medalla de bronce \| 4 × 400 m \| 3:38.32 \| \| 2019 \| Campeonato de Europa en pista cubierta \| Glasgow \| 8.º (sf.) \| 400 m \| 53.05[n 1] \| \| 2021 \| Juegos Olímpicos \| Tokio \| 10.º (s.) \| 4 × 400 m mixto \| 3:13.29 \| \| 2022 \| Campeonato Mundial en pista cubierta \| Belgrado \| -- (s.) \| 400 m \| DNS \| \| 2022 \| Campeonato Mundial en pista cubierta \| Belgrado \| 9.ª (s.) \| 4 × 400 m \| 3:35.01 \| \| 2023 \| Juegos Europeos \| Chorzów \| 14.º \| 400 m \| 53.38 \| \| 2023 \| Juegos Europeos \| Chorzów \| 11.º \| 4 × 400 m mixto \| 3:16.79 \| \| 2023 \| Campeonato Mundial \| Budapest \| 15.ª (s.) \| 4 × 400 m \| 3:31.91 \| | Representando a España \| Año \| Competición \| Sede \| Puesto \| Prueba \| Marca \| \| ---- \| -------------------------------------- \| -------------- \| ----------------- \| --------------- \| ---------- \| \| 2016 \| Campeonato Iberoamericano \| Río de Janeiro \| Medalla de plata \| 4 × 400 m \| 3:36.16 \| \| 2016 \| Campeonato de Europa \| Ámsterdam \| 14.º (s.) \| 400 m \| 54.01 \| \| 2016 \| Campeonato de Europa \| Ámsterdam \| 14.º (s.) \| 4 × 400 m \| 3:33.57 \| \| 2017 \| Campeonato de Europa en pista cubierta \| Belgrado \| 21.º (s.) \| 400 m \| 54.21 \| \| 2018 \| Campeonato del Mundo en pista cubierta \| Birmingham \| 25.º (s.) \| 400 m \| 53.66 \| \| 2018 \| Juegos Mediterráneos \| Tarragona \| 9.º (s.) \| 400 m \| 53.15 \| \| 2018 \| Campeonato de Europa \| Berlin \| 22.º (sf.) \| 400 m \| 52.46 \| \| 2018 \| Campeonato de Europa \| Berlin \| 11.º (s.) \| 4 × 400 m \| 3:33.18 \| \| 2018 \| Campeonato Iberoamericano \| Trujillo \| Medalla de bronce \| 400 m \| 52.88 \| \| 2018 \| Campeonato Iberoamericano \| Trujillo \| Medalla de bronce \| 4 × 400 m \| 3:38.32 \| \| 2019 \| Campeonato de Europa en pista cubierta \| Glasgow \| 8.º (sf.) \| 400 m \| 53.05[n 1] \| \| 2021 \| Juegos Olímpicos \| Tokio \| 10.º (s.) \| 4 × 400 m mixto \| 3:13.29 \| \| 2022 \| Campeonato Mundial en pista cubierta \| Belgrado \| -- (s.) \| 400 m \| DNS \| \| 2022 \| Campeonato Mundial en pista cubierta \| Belgrado \| 9.ª (s.) \| 4 × 400 m \| 3:35.01 \| \| 2023 \| Juegos Europeos \| Chorzów \| 14.º \| 400 m \| 53.38 \| \| 2023 \| Juegos Europeos \| Chorzów \| 11.º \| 4 × 400 m mixto \| 3:16.79 \| \| 2023 \| Campeonato Mundial \| Budapest \| 15.ª (s.) \| 4 × 400 m \| 3:31.91 \| |
| Año | Competición | Sede | Puesto | Prueba | Marca |
| --- | --- | --- | --- | --- | --- |
| 2016 | Campeonato Iberoamericano | Río de Janeiro | Medalla de plata | 4 × 400 m | 3:36.16 |
| 2016 | Campeonato de Europa | Ámsterdam | 14.º (s.) | 400 m | 54.01 |
| 2016 | Campeonato de Europa | Ámsterdam | 14.º (s.) | 4 × 400 m | 3:33.57 |
| 2017 | Campeonato de Europa en pista cubierta | Belgrado | 21.º (s.) | 400 m | 54.21 |
| 2018 | Campeonato del Mundo en pista cubierta | Birmingham | 25.º (s.) | 400 m | 53.66 |
| 2018 | Juegos Mediterráneos | Tarragona | 9.º (s.) | 400 m | 53.15 |
| 2018 | Campeonato de Europa | Berlin | 22.º (sf.) | 400 m | 52.46 |
| 2018 | Campeonato de Europa | Berlin | 11.º (s.) | 4 × 400 m | 3:33.18 |
| 2018 | Campeonato Iberoamericano | Trujillo | Medalla de bronce | 400 m | 52.88 |
| 2018 | Campeonato Iberoamericano | Trujillo | Medalla de bronce | 4 × 400 m | 3:38.32 |
| 2019 | Campeonato de Europa en pista cubierta | Glasgow | 8.º (sf.) | 400 m | 53.05 |
| 2021 | Juegos Olímpicos | Tokio | 10.º (s.) | 4 × 400 m mixto | 3:13.29 |
| 2022 | Campeonato Mundial en pista cubierta | Belgrado | -- (s.) | 400 m | DNS |
| 2022 | Campeonato Mundial en pista cubierta | Belgrado | 9.ª (s.) | 4 × 400 m | 3:35.01 |
| 2023 | Juegos Europeos | Chorzów | 14.º | 400 m | 53.38 |
| 2023 | Juegos Europeos | Chorzów | 11.º | 4 × 400 m mixto | 3:16.79 |
| 2023 | Campeonato Mundial | Budapest | 15.ª (s.) | 4 × 400 m | 3:31.91 |

1. ↑  52.67  en series.

## Marcas personales
| Prueba     | Marca   | Viento | Lugar                   | Fecha               |
| ---------- | ------- | ------ | ----------------------- | ------------------- |
| 200 metros | 24.86   | + 0.0  | Málaga                  | 8 de agosto de 2020 |
| 400 metros | 51.93   | --     | Huelva                  | 3 de junio de 2021  |
| 800 metros | 2:06.23 | --     | Hospitalet de Llobregat | 10 de julio de 2021 |

| Prueba     | Marca   | Lugar     | Fecha                |
| ---------- | ------- | --------- | -------------------- |
| 200 metros | 24.47   | Antequera | 26 de enero de 2019  |
| 400 metros | 52.67   | Glasgow   | 1 de marzo de 2019   |
| 800 metros | 2:06.26 | Sabadell  | 6 de febrero de 2019 |